# Rulfingen
Das Dorf Rulfingen ist ein Teilort der Stadt Mengen mit 1131 Einwohnern (Stand: 20. Dezember 2010) im Landkreis Sigmaringen (Baden-Württemberg).

## Geographie

### Geographische Lage
Rulfingen liegt auf der rechten Talseite des unteren Ablachtals, etwa zehn Kilometer südlich der Kreisstadt Sigmaringen. Die Gemarkungsfläche umfasst rund 1050 Hektar (Stand: 23. Dezember 2010).

### Ortsteile
Zu Rulfingen gehört die 2,4 Kilometer nordwestlich liegende Ortschaft Zielfingen.

## Geschichte
Erste Zeugnisse einer Besiedlung in der Früheisenzeit (8.–6. Jh. v. Chr.) wurden rund 2,2 Kilometer südlich von Rulfingen und 1,8 Kilometer nordwestlich von Rosna 1890 im Wald „Fohrenstock“ in Form zweier Grabhügel durch den Fürstlich Hohenzollerischen Archivar Karl Theodor Zingeler ergraben. Mindestens zwei Grabhügel befinden sich rund zwei Kilometer südsüdwestlich vom Ort im Wald „Roßbühl“; Zingeler ergrub um 1890 einen Hügel von 24 Meter Durchmesser und 2,7 Meter Höhe. Unweit von Rulfingen entdeckte man an dem Ablachkanal das Pflaster einer Römerstraße Richtung Meßkirch. Bei Zielfingen im Ablachtal wurden gebogenen Röhrchen und eine Zwinge von einem Schwert aus Bronze gefunden.
Erstmals genannt wurde das Dorf im Jahre 1231 beim Auftreten eines Ritters Albero und Herrn Wernher de Ruolvingen als Zeugen. 1304 werden Werner, sein Sohn Ulrich und sein Neffe Ulrich von Ruelfingen genannt. Der Name „Rulfingen“ rührt wohl von Rudolf, dem Führer einer Alamannensippe, her.
Der Ort lag ursprünglich im Bereich der Goldineshuntare, dann im Gau Ratoldesbuch und ab 1290 in der Herrschaft, ab 1460 Grafschaft Sigmaringen. Im 14. Jahrhundert war das Dorf großenteils im Besitz des Kanonissenstifts Lindau. Außerdem waren noch die Klöster Mengen, Weingarten und Salem begütert.
Zielfingen (573,5 m ü. NN) ist über die Habsburger Urbar als Zielvingen 1292 erwähnt. Der Ortsname (Zioltingen) ist wohl auf „Ziuwolf“, ein schwäbischer Mannesname, zurückzuführen. Graf Eberhardt der Milde verpfändete 1399 Zielfingen und weiter Orte an den Grafen Eberhard von Werdenberg. Zehntrechte des Damenstiftes Buchau sind 1478 und 1704 belegt. Der Meierhof zu Zielfingen gehörte wohl zu Bingen, zu den Besitzungen, die gleichzeitig mit der Stadt Scheer erworben wurden. Durch die Rheinbundakte wurde Zielfingen über das Kloster Habsthal dem Fürstentum Hohenzollern-Sigmaringen zugesprochen.
Mit der Grafschaft Sigmaringen geht es durch die Hand der Häuser Württemberg und Werdenberg und kommt 1535 an die Grafschaft Hohenzollern, die 1576 geteilt wird, Rulfingen gehörte zur Grafschaft Hohenzollern-Sigmaringen, die 1623 zum Fürstentum erhoben wurde. 1805 hört die österreichische Lehnshoheit auf.
Mit dem Fürstentum Hohenzollern-Sigmaringen gelangten Rulfingen und Zielfingen 1850 als Teil der Hohenzollernschen Lande an Preußen. Ab 1806 gehörten die Orte also zum zunächst fürstlichen und ab 1850 preußischen Oberamt Sigmaringen bzw. ab 1925 zum Landkreis Sigmaringen.
Bis zur Gebietsreform in Baden-Württemberg war Rulfingen mit seinem Teilort Zielfingen eine selbständige Gemeinde; am 1. Januar 1975 wurde der Ort nach Mengen eingemeindet.

## Religionen
Die katholische Pfarrgemeinde St. Ulrich gehört über die Seelsorgeeinheit Krauchenwies-Rulfingen zum Dekanat Sigmaringen-Meßkirch im Erzbistum Freiburg.

## Politik

### Ehemalige Bürgermeister
- Willi Arnold (FWV)

### Ortsvorsteher
Derzeitiger (2023) Ortsvorsteher ist Manfred Moll.

### Wappen
Blasonierung: „In Rot unter einem silbernen Schildhaupt, darin ein schwimmender roter Fisch, ein stehender goldener Hirsch.“

## Verkehr
Rulfingen liegt an der Bundesstraße 311. Mit der 2012 fertiggestellten, 4,2 Millionen Euro kostenden Ortsumfahrung wird Rulfingen von 2000 Lastwagen täglich entlastet. Zielfingen wurde von 1873 bis 1954 mit einer Haltestelle der Bahnstrecke Krauchenwies–Mengen bedient.

## Kultur und Sehenswürdigkeiten

### Bauwerke

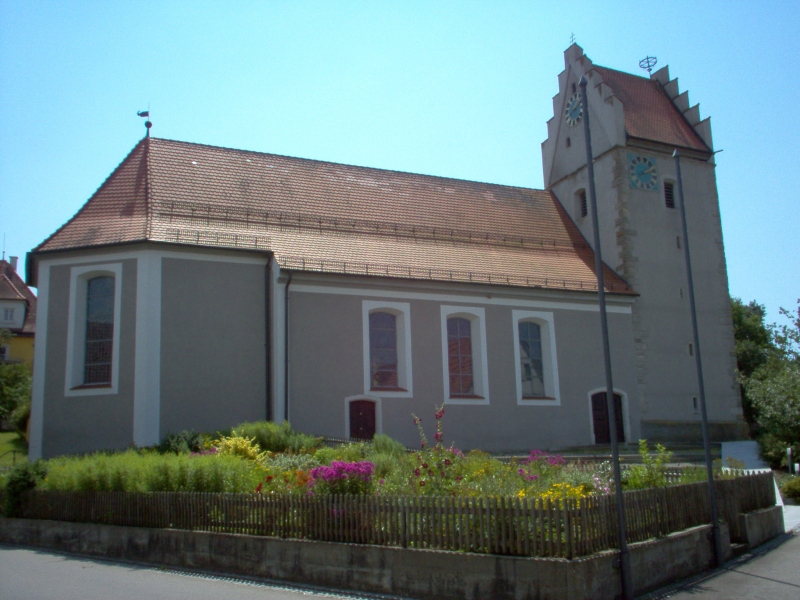
Alte Kirche Rulfingen

- In Zielfingen befindet sich eine Kapelle. Als Hl. Agathe und Blasius 1256 erstmals erwähnt, stammt der Bau aus dem 17. Jahrhundert.[10]
- Die Rulfinger Pfarrkirche St. Ulrich wurde 1759 bis 1761 durch Johann Michael Beer von Bildstein zusammen mit zwei Dornbirnern, Baumeister Martin Ilg und Zimmermeister Hans Jakob Stoffler, erbaut.[18] Die flachgedeckte Kirche erfuhr 1760 eine Stuckierung durch Johann Jakob Schwarzmann.[19] Die Kirchweihe fand am 4. Juli 1760 durch den Konstanzer Weihbischof Franz Karl Josef, Graf von Fugger, im Beisein des Herrn Reichsprälaten Georg Strobel von Petershausen statt.[20] Aus geschichtlichen Unterlagen ist zu entnehmen, dass in Rulfingen bereits 1275 eine Pfarrei, 1304 als Filiale, bestand. Um 1700 war eine dem St. Ulrich geweihte Kapelle vorhanden, deren Standort allerdings nicht genau bekannt ist.[20] Der Name Ulrich von Augsburg als Patron wird schon 1420 genannt.[21] Die Kirchenpflege in Rulfingen oblag dem Kloster zu Mengen: bis 1725 Wilhelmiten, 1725–1735 Benediktiner aus dem Kloster St. Blasien, 1735–1773 Benediktiner aus dem Kloster Petershausen. In die Petershauser Epoche fällt die Abtragung der St. Ulrichskapelle und der Bau der jetzigen alten Kirche im Jahr 1759.[20]
- Der Kirchenneubau ist ein modernes Bauwerk bestehend aus Kirche, Sakristei, Wendelinussaal und Pfarrhaus. Es ist ein prägnantes architektonisches Zeugnis des 20. Jahrhunderts. 1974 wurde die Kirche eingeweiht. Später wurde der Pfarrsaal in viel Eigenleistung ausgebaut. Die bunten Fenster in der Kirche, die Orgel, Kirche und Außenanlagen sind zwischenzeitlich renoviert worden. 2011 soll der neue Kreuzweg eingeweiht werden.[22]
- Des Weiteren gibt es in Rulfingen einen Brunnen und eine Lourdes-Grotte, die vom Obst- und Gartenbauverein Rulfingen e. V. gepflegt wird.
- An der Kreisstraße 8239, dem Ortsverbindungsweg von Hausen am Andelsbach nach Rulfingen, befindet sich rund 1,5 Kilometer vom Ort ein Kleindenkmal.[23]

### Naturdenkmäler
- Das Gigele, oder Gigeleberg ehemals Kügelebühl, ist der Hausberg und zugleich höchster Punkt des Dorfes. Es gibt eine Sage, nach der in ihm das Gigeleweible, auch Kügeleweib, haust.[24] Es führte ein um 1900 angelegter Kreuzweg mit steinernen Treppenstufen den bewaldeten Hang hinauf, wo das Gigelekreuz, ein großes Steinkreuz mit Kreuzpostament und Sockel, steht.[25] Das Kreuz ist 1909 vom damaligen Steinmetz Johann Ott aus Rulfingen. Ott kam aus dem Ersten Weltkrieg verletzt zurück. Er hatte 1923 das Rulfinger Kriegerdenkmal gebaut. Die Stationen des Kreuzwegs sind im Zuge der Bebauung verschwunden.[26] Die Entstehung kann als keltischer Großgrabhügel der Hallstattzeit wie die Baumburg bei Hundersingen vermutet werden oder als mittelalterlichen Burghügel. Im 13. Jahrhundert wird ein Ortsadelsgeschlecht, die Ritte von Rulfingen, genannt. Das Gigele könnte deren Burgsitz gewesen sein, wobei dich um das Gigele keinerlei Besiedlungsspuren wie Keramik oder Dachziegel finden lassen. Es wird auch vermutet, dass das Gigele die Burgstelle der Siedlung Burkhardshausen östlich des Gigele war. Der Name Gigele kommt von „gügeln, Aussicht halten“.[27]
- Auf den Gemarkungen von Rulfingen und Zielfingen befinden sich mehrere Seen der Oberschwäbischen Seenplatte (Südsee und Zielfingersee). Die Schlickflächen und Inseln im Südsee II bieten Kiebitzen wertvolle Brutmöglichkeiten.

### Theater & Kleinkunst
Ein ehemaliges Kirchengebäude wurde zur Kleinkunstbühne Alte Kirche Rulfingen umgewandelt.

## Persönlichkeiten

### Söhne und Töchter des Ortes
- Hermann Ott (1870–1934), Politiker (Zentrum), Reichstagsabgeordneter

### Persönlichkeiten, die vor Ort gewirkt haben
- Rösle Reck (* 26. September 1929; † 11. Januar 2019), oberschwäbische Heimatdichterin (Lyrik, Erzählungen, Theaterstücke)[28][29]

## Anmerkung
1. ↑  Gemarkungsfläche 10.501.233 m²